# جانيس روجرز براون
جانيس روجرز براون (بالإنجليزية: Janice Rogers Brown) (و. 1949 – م)هي محامية، وقاضية من الولايات المتحدة الأمريكية .
وهي عضوة في الحزب الجمهوري .